# العلاقات السودانية الميانمارية
العلاقات السودانية الميانمارية هي العلاقات الثنائية التي تجمع بين السودان وميانمار.

## مقارنة بين البلدين
هذه مقارنة عامة ومرجعية للدولتين:
| وجه المقارنة                                              | السودان                     | ميانمار          |
| --------------------------------------------------------- | --------------------------- | ---------------- |
| المساحة (كم2)                                             | 1.89 مليون                  | 676.58 ألف       |
| عدد السكان (نسمة)                                         | 40.53 مليون                 | 53.37 مليون      |
| الكثافة السكانية (ن./كم²)                                 | 21.44                       | 78.88            |
| العاصمة                                                   | الخرطوم                     | نايبيداو، يانغون |
| اللغة الرسمية                                             | اللغة العربية، لغة إنجليزية | اللغة البورمية   |
| العملة                                                    | جنيه سوداني                 | كيات ميانماري    |
| الناتج المحلي الإجمالي (بليون دولار)                      | 117.49 مليار                | 69.32 مليار      |
| الناتج المحلي الإجمالي (تعادل القوة الشرائية) بليون دولار | 176.55 مليار                | 282.95 مليار     |
| الناتج المحلي الإجمالي الاسمي للفرد دولار أمريكي          | 2.41 ألف                    | 1.16 ألف         |
| الناتج المحلي الإجمالي للفرد دولار أمريكي                 | 4.07 ألف                    |                  |
| مؤشر التنمية البشرية                                      | 0.479                       | 0.536            |
| رمز المكالمات الدولي                                      | +249                        | +95              |
| رمز الإنترنت                                              | سودان                       | .mm              |
| المنطقة الزمنية                                           | ت ع م+03:00، ت ع م+02:00    | ت ع م+06:30      |

## منظمات دولية مشتركة
يشترك البلدان في عضوية مجموعة من المنظمات الدولية، منها:
| علم المنظمة | اسم المنظمة                        | تاريخ انضمام السودان | تاريخ انضمام ميانمار |
| ----------- | ---------------------------------- | -------------------- | -------------------- |
|             | مؤسسة التنمية الدولية              | 24 سبتمبر 1960       | 5 نوفمبر 1962        |
|             | مؤسسة التمويل الدولية              | 21 أكتوبر 1960       | 3 ديسمبر 1956        |
|             | منظمة حظر الأسلحة الكيميائية       | ?                    | ?                    |
|             | الأمم المتحدة                      | 12 نوفمبر 1956       | 19 أبريل 1948        |
|             | الاتحاد الدولي للاتصالات           | 23 أكتوبر 1957       | 15 سبتمبر 1937       |
|             | منظمة الشرطة الجنائية الدولية      | ?                    | ?                    |
|             | البنك الدولي للإنشاء والتعمير      | 5 سبتمبر 1957        | 3 يناير 1952         |
|             | الاتحاد البريدي العالمي            | ?                    | ?                    |
|             | وكالة ضمان الاستثمار متعدد الأطراف | 7 نوفمبر 1991        | 16 ديسمبر 2013       |
|             | يونسكو                             | 26 نوفمبر 1956       | 27 يونيو 1949        |

## وصلات خارجية
- موقع وزارة الخارجية السودانية
- موقع وزارة الخارجية الميانمارية